# New-Wes-Valley
Pour les articles homonymes, voir Wes.
New-Wes-Valley est une communauté canadienne située sur l'île de Terre-Neuve dans la province de Terre-Neuve-et-Labrador. 